# Двойченко Петро Абрамович
Петро Абрамович Двойченко (нар. 1883 — 1945 (1946)) — геолог, гідрогеолог, кандидат геологічних наук, професор (1927).

## Життєпис
Закінчив Гірничий інститут у Санкт-Петербурзі (1913). Працював інженером-гідрогеологом Таврійского земського управління. Обирався членом Кримського товариства природничників та любителів природи, Таврійської ученої архівної комісії. З 1917 викладав у Таврійському університеті, був деканом географічного факультету (1934–1937). Брав активну участь в діяльності Комісії з вивчення природних виробничих сил Криму, вивчаючи мінеральні ресурси. Викладав в Одеському університеті (1944).

У 1931 був ув'язнений на короткий строк, згодом Двойченка репресували (1937). В щоденнику від 26 січня 1938 р. В. І. Вернадський відзначав:
|  | Оригінальний текст (рос.) П.А. Двойченко фактически получил волчий билет — не пускают ни в Симферополь, ни в Воронеж в университет за идеи и высказывания, чуждые по идеологии. Главное, что ему инкриминируется: он за разговором со студентами говорил, что Энгельс все взял из Гегеля и Гегель — более глубокий оригинал его идей. |

У 1939 відновили на посаді, проте відмовили у присудженні докторського ступеня за фундаментальну працю з гідрогеології Криму. У грудні 1944 арештований за сфабрикованим звинуваченням, засуджений до 10 років, помер у виправному трудовому таборі.